# Erik Mykland
Erik Mykland (Risør, 21 juli 1971) is een voormalig betaald voetballer uit Noorwegen die speelde als middenvelder gedurende zijn carrière.

## Clubcarrière
Hij kwam onder meer uit voor IK Start, FC Linz en Panathinaikos. In het seizoen 1994-1995 verdedigde hij korte tijd (op huurbasis) de clubkleuren van FC Utrecht. Mykland maakte zijn debuut in de eredivisie op zondag 27 november 1994 in de met 1-0 verloren uitwedstrijd tegen Roda JC Kerkrade. Hij speelde uiteindelijk negen competitieduels voor de club uit de Domstad. Hij beëindigde zijn actieve loopbaan in 2009 bij Drammen FK.

## Interlandcarrière
Mykland, bijgenaamd Myggen (Muskiet), speelde in totaal 78 interlands (twee doelpunten) voor het Noors voetbalelftal. Onder leiding van bondscoach Egil Olsen maakte hij zijn debuut op 7 november 1990 in het vriendschappelijke duel tegen Tunesië (1-3) in Bizerte, net als Einar Rossbach (Tromsø IL), Tor André Grenersen (FK Mjølner), Kåre Ingebrigtsen (Rosenborg BK) en Claus Eftevaag (IK Start). Mykland viel in die wedstrijd na 79 minuten in voor Roger Nilsen. Hij nam met zijn vaderland tweemaal deel aan het WK voetbal (1994 en 1998), en aan de EK-eindronde in 2000 (Nederland en België).

## Erelijst
IK Start
- Kniksenprijs ("Middenvelder van het jaar")

1992
 FC Kopenhagen
- Deens landskampioen

2003, 2004
- Beker van Denemarken

2004